# 肯·歐文斯
肯·歐文斯（英語：Ken Owens；1987年1月3日—）是一位威爾斯橄欖球運動員。他是威爾斯國家橄欖球隊的一員，代表威爾斯參加了2015年世界盃橄欖球賽。